# Resolutie 2189 Veiligheidsraad Verenigde Naties
Resolutie 2189 van de Veiligheidsraad van de Verenigde Naties werd op 12 december 2014 aangenomen door de VN-Veiligheidsraad met unanimiteit van stemmen. De resolutie verwelkomde het akkoord tussen Afghanistan en de NAVO over de Resolute Support-missie die na 2014 de ISAF-missie zou opvolgen om Afghanistans eigen veiligheidsdiensten te ondersteunen.

## Achtergrond
In 1979 werd Afghanistan bezet door de Sovjet-Unie, die vervolgens werd bestreden door Afghaanse krijgsheren. Toen de Sovjets zich in 1988 terugtrokken raakten ze echter slaags met elkaar. In het begin van de jaren 1990 kwamen ook de Taliban op. In september 1996 namen die de hoofdstad Kabul in. Tegen het einde van het decennium hadden ze het grootste deel van het land onder controle en riepen ze een streng islamitische staat uit. In 2001 verklaarden de Verenigde Staten met bondgenoten hun de oorlog en moesten ze zich terugtrekken, waarna een interim-regering werd opgericht en NAVO-troepenmacht werd geïnstalleerd die instond voor de veiligheid en de heropbouw van Afghanistans veiligheidsdiensten. Die missie liep eind 2014 ten einde. In dat jaar was beslist dat er een nieuwe missie, de 12.000 man sterke operatie Resolute Support, zou komen om de Afghaanse veiligheidsdiensten verder te ondersteunen.

## Inhoud
Afghanistan had sinds de val van de Taliban in 2001 grote vooruitgang geboekt inzake democratie, bestuur, staatsinstellingen, economische ontwikkeling en mensenrechten. Niettemin werd het land nog steeds geplaagd door geweld en terreur van de Taliban, Al Qaida, andere extremistische groeperingen, misdadigers en drugshandelaren. Het was dan ook van belang dat het land internationale steun bleef krijgen. Zo bleef ook de VN-missie UNAMA er aanwezig.
Afghanistans eigen veiligheidsdiensten waren versterkt. Eind 2014 zouden ze de verantwoordelijkheid voor de veiligheid geheel overnemen van de ISAF, waarop die missie zou worden beëindigd. Verdere internationale hulp om de Afghaanse veiligheidsdiensten te versterken bleef echter nodig. De NAVO had inmiddels besluiten genomen over haar rol in Afghanistan na 2014, waaronder de nieuwe missie Resolute Support die de Afghaanse veiligheidsdiensten zou opleiden, adviseren en – onder meer financieel – bijstaan.
Op 30 september 2014 hadden de Verenigde Staten een bilateraal veiligheidsverdrag gesloten met het land, en was met de NAVO een status of forces-akkoord gesloten. De Veiligheidsraad verwelkomde de nieuwe NAVO-missie en de langetermijnpartnerschappen die landen met Afghanistan waren aangegaan.

## Verwante resoluties
- Resolutie 2160 Veiligheidsraad Verenigde Naties
- Resolutie 2161 Veiligheidsraad Verenigde Naties
- Resolutie 2210 Veiligheidsraad Verenigde Naties (2015)
- Resolutie 2255 Veiligheidsraad Verenigde Naties (2015)

Lijst ·  2133 ·  2134 ·  2135 ·  2136 ·  2137 ·  2138 ·  2139 ·  2140 ·  2141 ·  2142 ·  2143 ·  2144 ·  2145 ·  2146 ·  2147 ·  2148 ·  2149 ·  2150 ·  2151 ·  2152 ·  2153 ·  2154 ·  2155 ·  2156 ·  2157 ·  2158 ·  2159 ·  2160 ·  2161 ·  2162 ·  2163 ·  2164 ·  2165 ·  2166 ·  2167 ·  2168 ·  2169 ·  2170 ·  2171 ·  2172 ·  2173 ·  2174 ·  2175 ·  2176 ·  2177 ·  2178 ·  2179 ·  2180 ·  2181 ·  2182 ·  2183 ·  2184 ·  2185 ·  2186 ·  2187 ·  2188 ·  2189 ·  2190 ·  2191 ·  2192 ·  2193 ·  2194 ·  2195